# Achrosis intexta
Sabaria intexta là một loài bướm đêm trong họ Geometridae.